# Trường Quốc gia Âm nhạc và Kịch nghệ

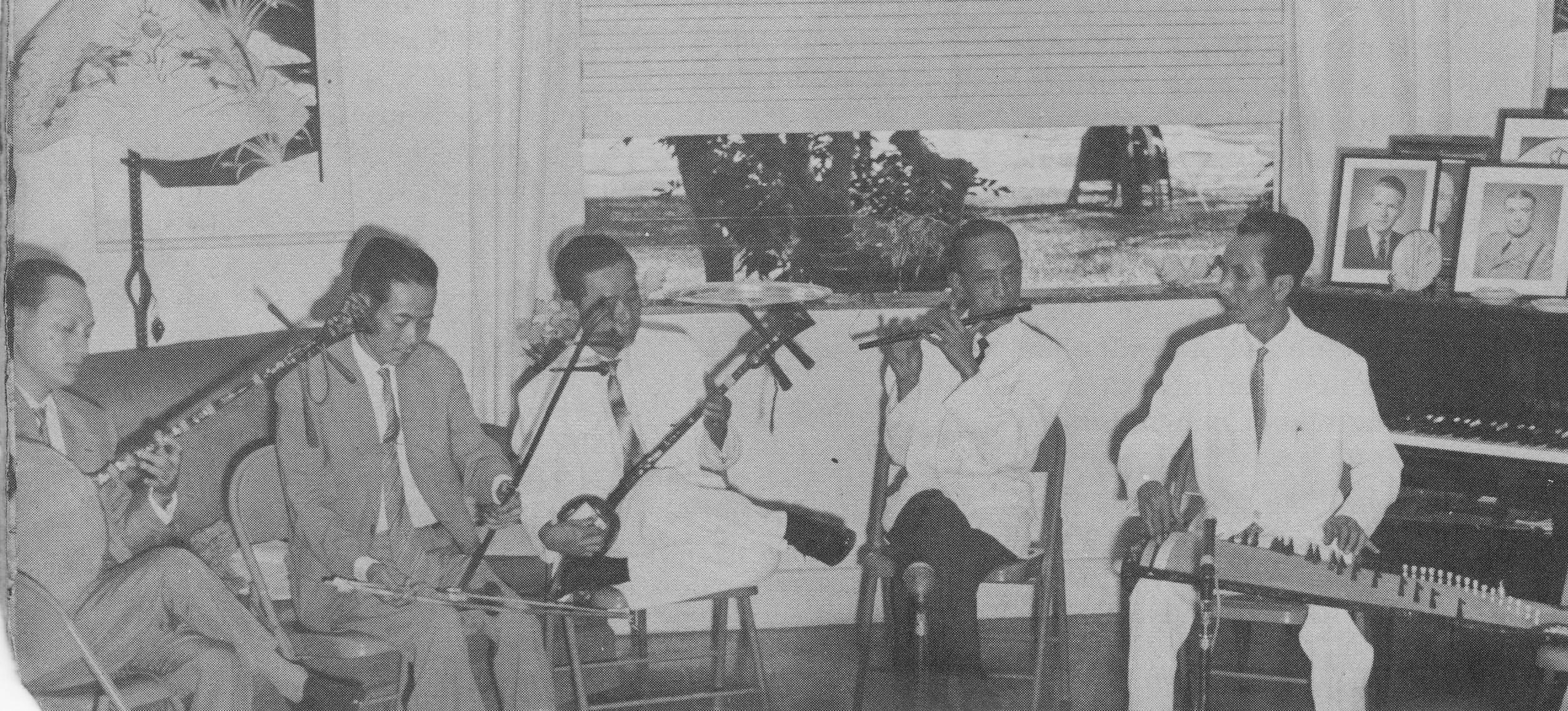
Các giáo sư Trường Quốc gia Âm nhạc và Kịch nghệ đồng tấu: Trần Thanh Tâm (đờn kìm), Phạm Văn Nghi (đờn cò), Trương Văn Đệ (đờn tam), Vũ Văn Hòa (sáo), và Nguyễn Vĩnh Bảo (đờn tranh)

Trường Quốc gia Âm nhạc và Kịch nghệ là một cơ sở giáo dục chuyên môn về nghệ thuật trình diễn dưới chính thể Việt Nam Cộng hòa, tương đương với các học viện về âm nhạc, nghệ thuật và diễn xuất ngày nay.

## Lịch sử

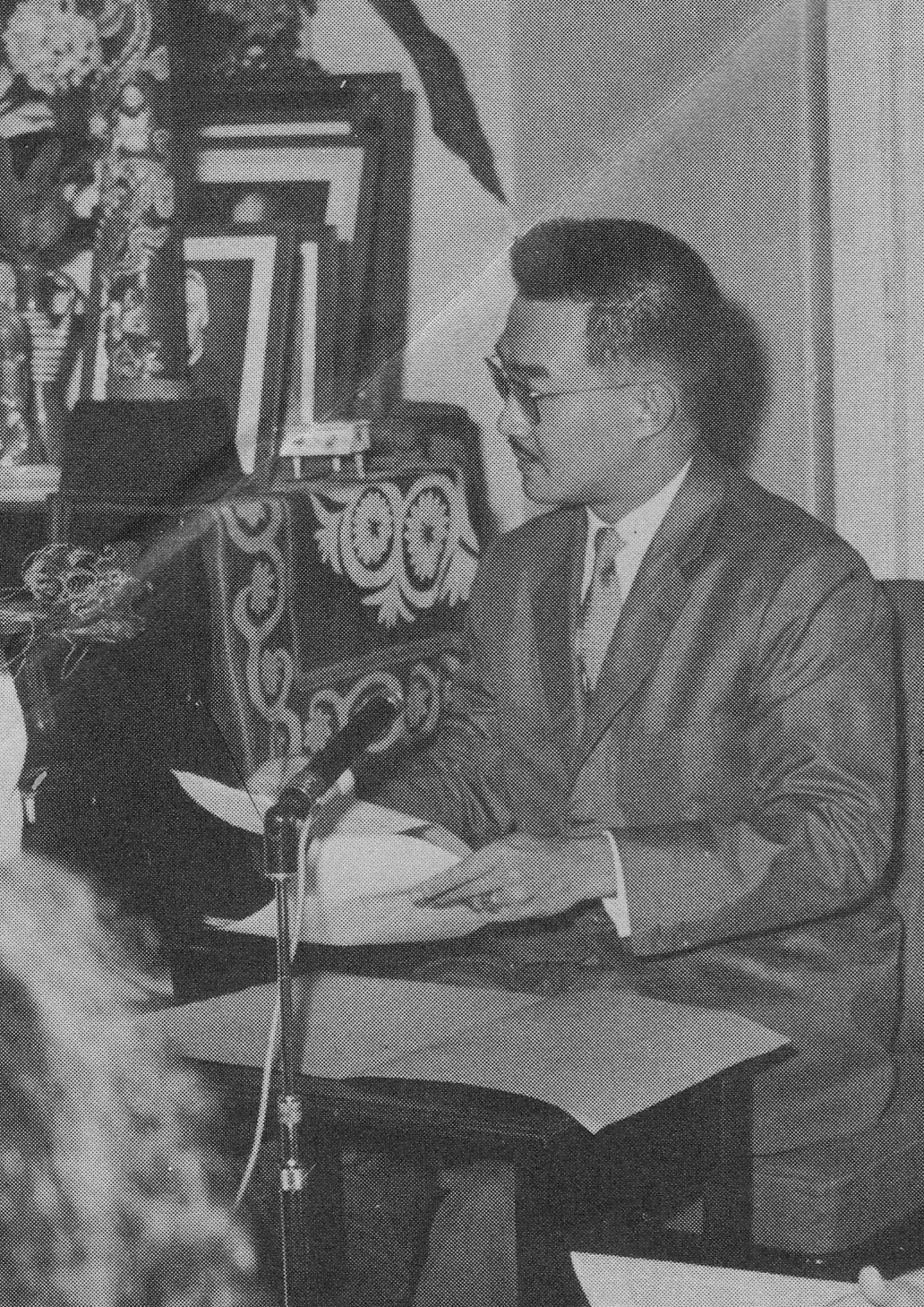
Giám đốc Trường Quốc gia Âm nhạc và Kịch nghệ Nguyễn Phụng

Trường được thành lập ngày 12 tháng 4 năm 1956 dưới thời Đệ Nhất Cộng hòa tọa lạc ở số 112 đường Nguyễn Du, Quận 1, Sài Gòn. Trong số những người sáng lập có nhạc sĩ Hùng Lân. Trường có hai ngành đào tạo: Ngành Quốc Nhạc dạy những bộ môn âm nhạc truyền thống Việt Nam (như trình tấu nhạc cụ Việt Nam, ca xướng ba miền và nhạc sử Việt Nam) và Ngành Nhạc Cổ Điển Tây Phương dạy các nhạc khí, nhạc lý, hòa âm và đối âm nhạc Tây phương. Giám đốc sáng lập trường là ông Nguyễn Phụng. Khi khai giảng lần đầu Trường có 150 sinh viên ghi danh dưới tên Trường Quốc gia Âm nhạc. Năm 1960 Trường mới chính thức đổi tên thành Trường Quốc gia Âm nhạc và Kịch nghệ sau khi mở thêm phân khoa kịch nghệ tăng cường thêm các bộ môn cải lương, hát bội, và thoại kịch.
Ban giảng huấn của Trường có nhiều tên tuổi kỳ cựu của nền âm nhạc Việt Nam như nhạc trưởng giáo sư Nghiêm Phú Phi, Nguyễn Hữu Ba, Bửu Lộc, Trịnh Chức, Dương Thị Tuyết (nhạc miền Trung), Phạm Duy (nhạc ngữ), Nguyễn Văn Thinh, Huỳnh Văn Biểu, Trần Thanh Tâm, Phạm Văn Nghi, Hồ Thị Bửu (nhạc miền Nam), Phùng Há (cải lương),, Bích Thuận (cải lương), Lê Thương (dân ca, nhạc sử Việt Nam), Dương Thiệu Tước (Tây Ban cầm), Vũ Khắc Khoan, Thanh Tâm Tuyền (thoại kịch), Văn Giảng.
Sinh viên do Trường đào tạo có Đỗ Đình Phương (thủ khoa Tây Ban cầm 1960), Phạm Thúy Hoan (thủ khoa đàn tranh 1962), Nguyễn Văn Đời( Trưởng Ngành quốc gia nhạc trường QGAN & KN saigon Từ 1967-1975) Trần Quang Hải, Ngô Thụy Miên, Nguyễn Khánh Hồng.
Sau năm 1975, Trường Quốc gia Âm nhạc và Kịch nghệ bị giải thể. Cơ sở của nó bị thay thế bởi Nhạc viện Thành phố Hồ Chí Minh, nhánh đào tạo về diễn xuất chuyển giao về Đại học Sân khấu - Điện ảnh Thành phố Hồ Chí Minh.

### Giám đốc
1. Nguyễn Phụng
2. Nguyễn Khắc Cung
3. Đỗ Thế Phiệt (-1970)[10]
4. Nghiêm Phú Phi (1970-5)

### Nhân vật liên quan đến trường
1. Trần Quang Hải [11] nhạc sĩ
2. Võ Tá Hân: nhạc sĩ
3. Anh Việt Thu: nhạc sĩ
4. Họa Mi: ca sĩ
5. Vũ Khắc Khoan: nhà viết kịch
6. Phạm Thế Mỹ: nhạc sĩ